# Ilyoplax danielae
Ilyoplax danielae is een krabbensoort uit de familie van de Dotillidae. De wetenschappelijke naam van de soort is voor het eerst geldig gepubliceerd in 2010 door Davie & Naruse.